# 原天津美国兵营 (英租界)
原天津美国兵营，坐落于当时的天津英租界海大道（Taku Road）与博罗斯道（Bruce Road）转角（今和平区烟台道1号），目前为一般保护等级历史风貌建筑。

## 历史
《辛丑和约》签订后，美国在天津派驻军队并建设兵营，天津美租界于1902年并入天津英租界后，美国仍在天津英租界海大道与博罗斯道转角（今大沽北路与烟台道转角）建造兵营，驻扎军队人数约为1000余人。后在天津德租界五号路（今河西区广东路1号）租用原北洋政府海军总长刘冠雄之子刘肖颖所经营的华商东方实业公司的房地做新为的美国兵营使用，1917年，天津美国兵营迁入德租界新址。